# Zagubione uczucia
Zagubione uczucia – polski film psychologiczny z 1957 roku w reżyserii Jerzego Zarzyckiego, do którego scenariusz napisali – oprócz reżysera – Hanna Mortkowicz-Olczakowa, Jerzy Andrzejewski oraz Julian Dziedzina. 
Adaptacja krótkiej opowieści Mortkowicz-Olczakowej, zatytułowanej Zośka, ukazywała losy przodownicy pracy z Nowej Huty, która porzucona przez męża nie daje sobie rady z wychowaniem czwórki dzieci. Jej najstarszy, 14-letni syn Adam pomaga wychować matce swoje rodzeństwo i pełni dla nich rolę ojca, co go przerasta. Adam po kłótni z matką zadaje się ze środowiskiem chuliganów, którzy pewnej nocy wyrzucają z nowohuckiego tramwaju motorniczego i pędzą w stronę Placu Centralnego ku przerażeniu pasażerów.
Zagubione uczucia powstały przy współpracy współtwórców Końca nocy – Walentyny Uszyckiej oraz Juliana Dziedziny – i dzielą z nim podobny portret wielkomiejskiej chuliganerii. Po premierze 21 października 1957 film Zarzyckiego okazał się jednak niecenzuralny ze względu na zbyt ponury wizerunek Nowej Huty (projektu państwa komunistycznego) i został zdjęty po kilku dniach z ekranów. Mimo to Zagubione uczucia otrzymały Syrenkę Warszawską dla najlepszego filmu polskiego roku, wespół z Człowiekiem na torze (1956) Andrzeja Munka.